# Чуй петела
„Чуй петела“ е български игрален филм (драма) от 1978 година на режисьора Стефан Димитров, по сценарий на Константин Павлов. Оператор е Емил Вагенщайн. Музиката във филма е композирана от Георги Генков.

## Сюжет
Малкото планинско село Чуйпетлово е встрани от големите гари и широките пътища. В кръчмата се събират постоянните посетители – селските старци. Тук е и дядо Тоше. До него стига известие, че бабичката му, Петрунка, която е при сина им в града, се е разболяла. Той отива да я види и тя му признава, че като млада някога му е изменила. Дядо Тоше е потресен… Той се връща в спомените си и открива по новому хората, които го заобикалят, както и себе си.

## Награди
- Наградата на СБФД за операторска работа – (1978).

## Актьорски състав
- Николай Бинев – Дядо Тоше
- Невена Коканова – Баба Петрунка
- Никола Тодев – Захари
- Иван Янчев – Сотир
- Васил Димитров – Немия
- Яким Михов – Кръчмарят
- Иван Обретенов – Ниският
- Иван Цветарски – Любен
- Досьо Досев – Плачливият старец
- Ицхак Финци – Военният старец
- Елена Кънева – Внучката Петя
- Вихър Стойчев – Момчето, мъжът на Петя
- Илка Зафирова – Френската лавкаджийка
- Златина Тодева – Баба Софка
- Катерина Евро – Милосърдната сестра
- Коста Биков – Френският войник
- Стоян Гъдев
- Иван Дервишев